# Llyfr Aneirin

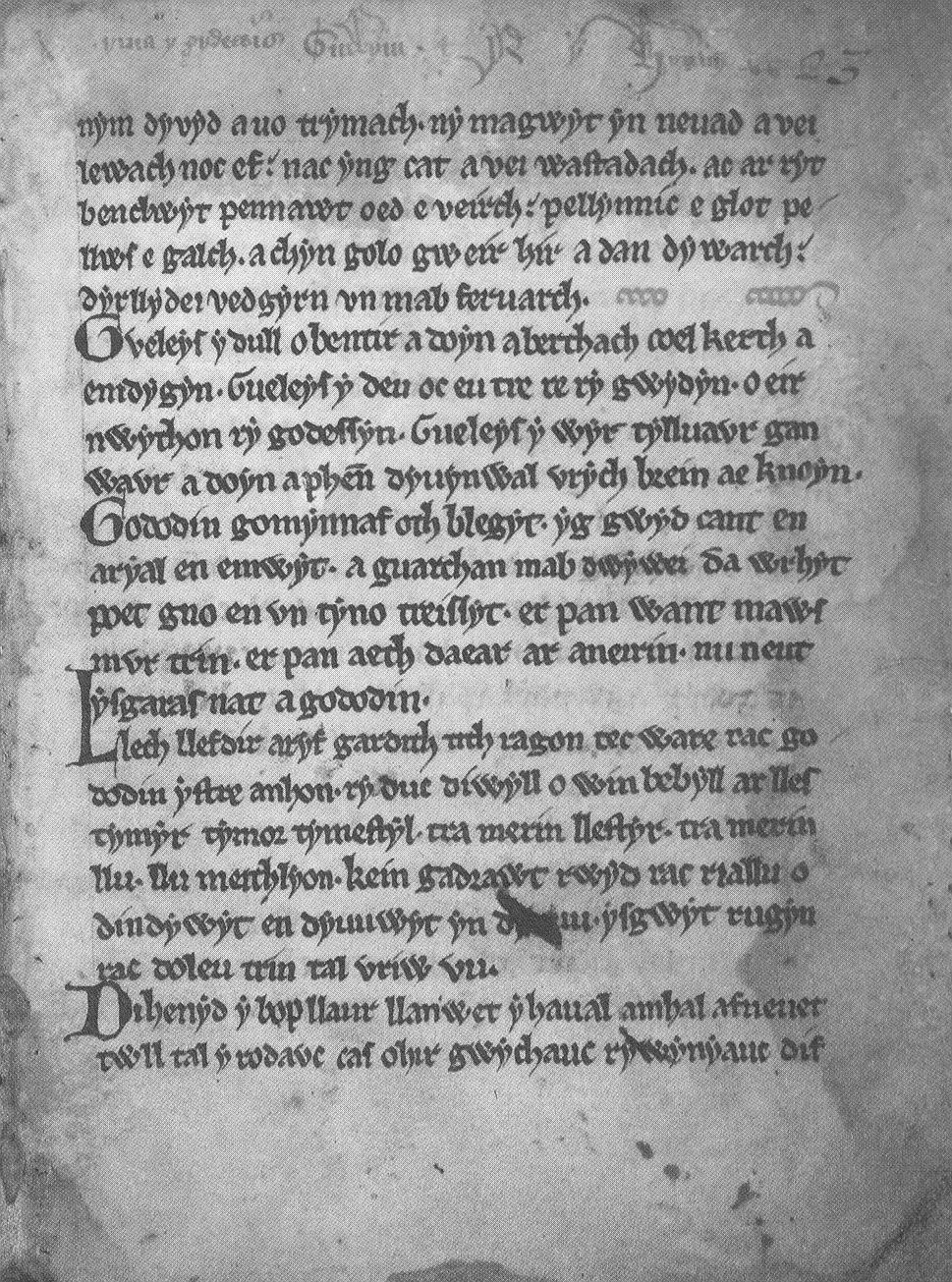
Seite 23 des Llyfr Aneirin, Übergang des A Texts (Strophe A88) mit unvollständigem abschließenden roten Zierband in den B Text (Strophe B1–4) mit schwarzen Initialen

Das Llyfr Aneirin (deutsch „Buch des Aneirin“), Cardiff (Central Library) MS 2.81, ist eine walisische Handschrift und die einzige mittelalterliche Quelle für Y Gododdin. Es wird in die zweite Hälfte des 13. Jahrhunderts datiert. Die erste Seite der Handschrift beginnt oben rechts mit der Rubrik: Hwn yw e gododin. aneirin ae cant. „Dies ist der Gododdin. Aneirin sang ihn.“

## Beschreibung
Die Handschrift ist etwa 17 cm × 13 cm groß und hat 19 Folios (Blätter). Sie wurde in der ersten Hälfte des 18. Jahrhunderts mit den Seitenzahlen 1–38 versehen (paginiert). Die Handschrift wurde nie foliiert, d. h. nie mit einer Blattzählung versehen.
Die Handschrift besteht aus fünf Lagen und wurde zu unterschiedlichen Zeiten von zwei Schreibern (A und B) geschrieben. Die fünfte Lage ist unvollständig. Von ursprünglich acht Folios sind noch drei enthalten. Der Text bricht auf der letzten Seite mitten in der Strophe ab. Die Lagen 1–3 und 4–5 wurden vermutlich über einen längeren Zeitraum getrennt aufbewahrt und erst etwa
1650 auf Veranlassung des walisischen Handschriftensammlers Robert Vaughan endgültig zusammengebunden. Die Oberseite von Lage 4 (Seite 25) zeigt deutlichen Abrieb. Der Text von Schreiber A wurde mit abwechselnd roten und blauen Initialen für die einzelnen Strophen und Zierbändern versehen. Die blauen Zierbänder sind nicht immer vollständig ausgeführt. Schreiber B verwendete ausschließlich schwarze Tinte und folgte Schreiber A in der Handhabung der Initialen, ohne jedoch Zierbänder einzufügen.

## Inhalt
Neben insgesamt 130 Strophen des Gododdin enthält die Handschrift vier im Vergleich zu den Gododdin-Strophen meist etwas längere Gedichte, die sogenannten gorchanau (wal. gorchan oder gwarchan, Pl. gorchanau oder gwarchanau „Lied, Gedicht“), deren Titel – Gorchan Tutvwlch, Gwarchan Adebon, Gorchan Kynvelyn und Gwarchan Maelderw – in Rubriken gegeben werden. Zwischen Gorchan Kynvelyn und Gwarchan Maelderw befindet sich eine längere Rubrik, die Hinweise auf die Bewertung des Gododdin und der Gorchanau beim Rezitieren in einem dichterischen Wettstreit (wal. ymryson) gibt und Taliesin die Autorschaft von Gwarchan Maelderw zuschreibt. Dieser sogenannten „Rubrik der Gorchanau“ wird wenig historische Autorität beigemessen. Mit Ausnahme von Gwarchan Adebon, der eine kurze Sammlung von Sprichwörtern darstellt, handelt es sich bei den Gorchanau ebenfalls um Heldendichtung.
Lagen 1–3
- S. 1–23 oben: Y Gododdin, Strophen 1–88 des Textes von Schreiber A
- S. 23 oben–24: Y Gododdin, Strophen 1–6 des Textes von Schreiber B

Lagen 4–5
- S. 25–26: Gorchan Tutvwlch (Schreiber A)
- S. 26–27: Gwarchan Adebon (Schreiber A)
- S. 27–28: Gorchan Kynvelyn (Schreiber A)
- S. 28: Rubrik der Gorchanau (Schreiber A)
- S. 28–30: Gwarchan Maelderw (Schreiber A)
- S. 30–38: Y Gododdin, Strophen 7–42 des Textes von Schreiber B

Schreiber A legte die Lagen 1–3 an, kopierte die Gododdin-Strophen, die er zur Hand hatte, und ließ am Ende von Lage 3 knapp zwei Seiten frei. Zu einem anderen Zeitpunkt begann er Lage 4 mit den Gorchanau und ließ nach der Vollendung von Gwarchan Maelderw zweieinhalb Seiten frei. Zu einem späteren Zeitpunkt füllte Schreiber B die von Schreiber A freigelassenen Seiten mit seinem Text des Gododdin auf und fügte eine weitere Lage (Lage 5) hinzu.
Häufig spricht man beim Gododdin-Text von Schreiber A vom „A Text“ und beim Text von Schreiber B vom „B Text“. Chronologisch bzw. sprachgeschichtlich fallen die Texte in drei Schichten. Text B 24–42 ist der älteste Text, Text B 1–23 ist jünger, der A Text der jüngste Text. Manche Strophen sind mehrfach in maximal bis zu fünf Varianten enthalten, sodass Y Gododdin in Ifor Williams’ Standardausgabe Canu Aneirin, in der die Stophenvarianten gruppiert werden, 103 statt 130 Strophen hat.
Rubrik der Gorchanau

„Eman e tervyna gwarchan kynvelyn. Canu vn canuawc a dal pob awdyl or gododin herwyd breint yng kerd amrysson. Tri chanu a thriugeint
a thrychant a dal pob vn or gwarchaneu. Sef achaws yw am goffau ene gorchaneu riuedi e gwyr a aethant e gatraeth. Noc a dele gwr mynet y emlad heb arveu; ny dele bard mynet e amrysson heb e gerd honn. Eman weithyon e dechreu gwarchan maelderw. Talyessin ae cant ac a rodes breint idaw. kemeint ac e odleu e gododin oll ae dri gwarchan yng kerd amrysson.“

„Hier endet Gwarchan Kynvelyn. Jede Strophe aus dem Gododdin ist soviel wert wie ein vollständiges Gedicht, was das Ansehen in einem Wettstreit betrifft. Jeder der Gwarchanau ist drei Gedichte und drei mal zwanzig und dreihundert [363] wert. Aus folgendem Grund: weil in den Gorchanau der Anzahl der Männer, die nach Catraeth gingen, gedacht wird. Weder sollte ein Mann ohne Waffen in den Kampf gehen, noch sollte ein Barde ohne dieses Gedicht in einen Wettstreit gehen. Hier beginnt nun Gwarchan Maelderw. Talyessin sang ihn und verlieh ihm sein Ansehen – so groß wie das der Strophen des gesamten Gododdin und seiner drei Gwarchanau in einem Wettstreit.“

Interpolationen

Einige Strophen gehören nicht zum Gododdin, sondern sind durch Hinzufügungen auf den Seitenrändern (Marginalien), die bei späteren Abschriften in den Text integriert wurden, in den Text gelangt:
- A44 = eine Strophe (englyn) über Cyny den Sohn von Llywarch Hen
- A45–46 = „Aneirins Gefangenschaft“
- A52 = Prolog des Rezitators
- A78 = „Die Schlacht von Srath Carruin“
- A87 = „Peis Dinogat“ (ein Wiegenlied)
- B1 = „Die Schlacht von Srath Carruin“
- B2 = Prolog des Rezitators